# NoWayOut
No Way Out es una banda de rock española, originaria de Sardañola del Vallés, Barcelona, fundada en 1998.

## Biografía

### Formación y primera maqueta
En 1998, el grupo Legalizit se separa, y tres de sus miembros (Xavi, Japo y Tole), siguen juntos, formando NoWayOut, tras incorporar a otro guitarra: Txosse. A principios de 1999, Tole abandona el grupo y Jordi se incorpora como batería al grupo. En marzo del mismo año, graban su primera maqueta, llamada Having fun at last!, con nueve canciones que marcarían la línea que tomó el grupo posteriormente.
Jordi, miembro provisional, abandona el grupo tras la incorporación de Oxi, del grupo Ubi Sunt, como batería. En esta primera etapa del grupo, su sonido se mueve entre el skate punk y el hardcore melódico.
A partir de entonces, empiezan a actuar en múltiples salas de Barcelona, aparecen en fanzines y van haciéndose un nombre en el panorama nacional actuando, incluso, en la televisión autonómica catalana.

### Primeros álbumes y giras por el extranjero
En julio de 2001 editan su primer álbum, Long Way To Nowhere, que incorpora algunos temas inéditos y un repaso a anteriores grabaciones.
En septiembre de 2001, Xavi deja el grupo, dando paso a Noel, que se suma a Txosse como voz y guitarra.
Tras la gira de presentación por España de Long Way To Nowhere, actuando junto a otros grupos del panorama internacional, como Heideroosjes, 5 Days Off o Satanic Surfers, graban su segundo álbum, Waitin' For Sunday, a finales de 2002 (aunque no aparecería en el mercado hasta diciembre de 2003). A la espera de la salida del disco, actúan por todo el país, incluso junto a los estadounidenses Lagwagon.
Presentan el disco junto, entre otros, a los estadounidenses Teen Foot Pole, y deciden que, el álbum, debe salir de las fronteras españolas, presentándolo en países como Bélgica y Francia. Además, contactan con una promotora japonesa, que les ofrece llevar la presentación del disco allí, y una discográfica, también japonesa, se interesa por publicar el disco en Japón. La gira es exitosa y se repetiría más adelante con Bipolar, estableciendo una relación especial con el país nipón.

### Bipolar
Warner se interesa por el proyecto, junto con el sello GMM Records. La presión que supone trabajar con Warner no les afecta y siguen encerrados en el estudio de Txosse, componiendo un proyecto muy ambicioso, destinado a un público más amplio. Para lograrlo, deciden publicar un doble CD, añadiendo una versión en castellano del disco en inglés.
Para hacer aún más ambicioso el proyecto, la banda decide contactar con Joe Marlett, que ha trabajado con grupos como Blink-182, Relient K o Foo Fighters, entre otros, para mezclar y producir el nuevo álbum. Finalmente, los arreglos del disco se hacen en Los Ángeles, en los estudios The Mastering Lab, que han trabajado para grupos como Blink-182 o Ben Harper.
En septiembre de 2005, Japo deja de formar parte del grupo, por desavenencias personales con el resto de miembros de la banda, y es sustituido por Fèlix Muñiz. Japo vuelve a reunirse con Xavi y forman el grupo Bottleduck. 
El 25 de octubre de 2005, sale a la venta Bipolar, producido por Warner y bajo licencia del sello GMM-Records, con la intención de ser distribuido internacionalmente. Vendiendo un total de 22.000 discos en España. El sonido del grupo, cambia ligeramente en este álbum, dejando de lado los temas rápidos (aunque, aún se puede apreciar alguno), e introduciendo un sonido más accesible y orientado al pop punk. Cabe decir que, fue Japo, el bajista en este álbum.
Se inicia la gira de Bipolar y, en diciembre de 2005, se llevó a cabo una mini-gira por Japón, estrechando los lazos entre la banda catalana y el país asiático. La gira concluye a principios de marzo de 2006, en España, con más de 40 conciertos a sus espaldas, en los que muestran el nuevo y más potente directo de la banda a lo largo y ancho del país. El grupo llevó las canciones de Bipolar hasta casi todos los rincones de la geografía española, en una gira de consolidación que duró hasta diciembre de 2006, con varios conciertos de clausura; el último de ellos, el 16 de diciembre de 2006, junto a dos grupos: Puk 2 y Yawn, de lo que fue, para ellos, uno de los años más fructíferos (por no decir el que más) de su carrera.
El 18 de julio de 2007, Txosse, anunció en la página web del grupo, que dejaba su actividad como músico, para dedicarse por completo a su labor como productor musical.

### El éxito deLo Que Dura Dura
Durante 2007, Fèlix, Noel y Oxi se marchan a San Diego (California), de nuevo junto a Joe Marlett, y su álbum Lo Que Dura Dura, aparece en 2008, siendo el disco bastante exitoso, gracias a su primer sencillo, "Lo Mismo". Con este trabajo, se dan a conocer al gran público.
En septiembre de 2008, Oxi deja la banda. Para toda la serie de conciertos que tienen durante septiembre, encuentran un batería provisional, Ernest, batería del grupo Yawn. De aquí en adelante, es Víctor Álvarez Carracedo, quien se hace cargo de la batería en los directos, mientras que, Periko y Albert Silva, se van turnando a la segunda guitarra en los directos.
En noviembre de 2008, se realiza la grabación del videoclip de su nuevo sencillo, "En Mil Pedazos", que fue lanzado el 2 de febrero de 2009 en la web del grupo. Durante la primavera de 2009, la banda realiza una exitosa gira por toda España con el grupo de pop punk Dikers.
En abril de 2009, al acabar la "Gira Con Un Par", junto a Dikers, el grupo encuentra, por fin, un batería fijo, que devuelve a la banda el estatus de trío. Se trata de Sergi Monroy, exbatería de Día-X, que entra a formar parte como miembro de NWO.
"Sed", uno de los temas que aparecerán en el nuevo disco, formó parte, también, de la BSO de la película La saga Crepúsculo: Luna Nueva, segunda entrega de la saga Crepúsculo, que salió a la venta el 20 de octubre de 2009.

### Tabula Rasa
Cuando la banda escribió la primera canción para Tabula Rasa, en mayo de 2009, lo que el grupo sabía es, que tenía que sonar a trío. Parece una redundancia, partiendo de la base de que son 3 en la banda, pero en realidad, no lo es. De hecho, este es el primer disco que han compuesto con esta mentalidad, de manera que, han tenido que sintetizar todas las ideas y frases extras que siempre surgen a la guitarra, logrando así líneas mucho más complejas, pero que no pierden un solo ápice de fuerza ni detalle en directo.
Éste es el hecho diferencial más importante de Tabula Rasa, construido ya desde los cimientos, de un modo que nunca antes habían abordado. Algo parecido ocurre también con la parte lírica, aunque esto no fue intencionado, sino más bien la respuesta a sus propias demandas de querer escuchar letras con mucha más miga en estos 11 temas que conforman el álbum. Lo cotidiano vuelve a ser la principal fuente de la que bebe el grupo, aunque el tono general del disco incorpora ciertas dosis de nostalgia hacia épocas ya pasadas, que han ayudado a recorrer el camino hacia el lugar donde, en ese momento, se encontraban, que fue justo donde querían estar. Con un nuevo disco en el bolsillo, una larga lista de nombres de ciudades a visitar, y una energía y motivación renovadas, para tomarse los siguientes meses como si empezaran, en ese mismo momento, desde cero.
Estilísticamente, Tabula Rasa es, de largo, el disco más contundente de la banda hasta la fecha, y parece querer impregnarse, más que nunca, de la manera de entender la música que aprendieron de las bandas de punk rock y hardcore melódico de los 90.
Este fue el quinto trabajo de la banda, un álbum producido por Joe Marlett y Noel Campillo, que fue grabado en Kcleta Studios (Sant Antoni de Vilamajor, Barcelona), durante los meses de septiembre y octubre de 2010, y mezclado también por Joe Marlett, quien alcanza con éste, su tercer álbum consecutivo del grupo a la producción y a las mezclas. Finalmente, el mastering correspondió a Tom Baker, en los estudios Precision Mastering de Hollywood.
El álbum fue seguido por una extensa gira de 3 meses, que llevó al grupo a presentar Tabula Rasa por todo el país, con más de 40 fechas. En 2012, la banda cesa su actividad. A finales de 2015, NoWayOut se reúne para dar un único show en Barcelona.

## Miembros
- Txosse - Voz y Guitarra
- Noel Campillo - Voz y Guitarra
- Fèlix Muñiz - Voz y Bajo
- Oxi Ros - Batería

## Antiguos miembros
- Sergi Monroy - Batería (2009 - 2012).
- Japo - Bajo (1998 - 2005).
- Xavi - Voz y Guitarra (1998 - 2002).
- Tole - Batería (1998 - 1999).
- Jordi - Batería (1999).

## Discografía

### Álbumes
| Año  | Álbum               | Discográfica                                     |
| ---- | ------------------- | ------------------------------------------------ |
| 2001 | Long Way To Nowhere | Outline Records / All by myself SELF-productions |
| 2003 | Waitin' For Sunday  | Bottleduck Records                               |
| 2005 | Bipolar             | Warner Music Group                               |
| 2008 | Lo Que Dura Dura    | Warner Music Group                               |
| 2011 | Tabula Rasa         | PIAS Spain                                       |

### EP
| Año  | Álbum                   | Discográfica  |
| ---- | ----------------------- | ------------- |
| 1999 | Having Fun...At Last!!! | Autoproducido |

### Sencillos / Vídeos
| Año  | Canción             | Álbum            |
| ---- | ------------------- | ---------------- |
| 2005 | No Voy A Salir      | Bipolar          |
| 2006 | Efectos Secundarios | Bipolar          |
| 2007 | Día Normal          | Bipolar          |
| 2008 | Lo Mismo            | Lo Que Dura Dura |
| 2009 | En Mil Pedazos      | Lo Que Dura Dura |
| 2011 | Ven A Celebrarlo    | Tabula Rasa      |